# Richard Lawrence (criminale)
Richard Lawrence (Inghilterra, 1800 circa – Washington, 13 giugno 1861) è stato un criminale statunitense di origine britannica.
Fu la prima persona a tentare di uccidere un presidente degli Stati Uniti in carica, tendendo un agguato ad Andrew Jackson. Malato di mente e convinto che il governo statunitense lo perseguitasse, il 30 gennaio 1835 tentò di sparare a Jackson durante un funerale, ma entrambe le pistole che impugnava si incepparono e lo stesso Jackson quasi lo uccise a bastonate. Venne di conseguenza dichiarato incapace di intendere e di volere e rinchiuso in manicomio fino alla fine dei suoi giorni. In molti all'epoca tentarono di collegarlo ai nemici politici del presidente, ma con tutta probabilità agì di sua spontanea volontà.

## Biografia

### Origini e declino mentale
Nato in Inghilterra attorno al 1800, Lawrence emigrò con la famiglia negli Stati Uniti nel 1812, poco prima dello scoppio della guerra anglo-americana. Il giovane crebbe in Virginia e divenne imbianchino, e per alcuni anni parve un onesto lavoratore. Attorno al 1832 cominciò tuttavia a mostrare segni di instabilità mentale, convincendosi di essere re Riccardo III d'Inghilterra e arrivando a credersi perseguitato dal governo statunitense, che affermava avergli negato dei pagamenti dovuti.
In quegli anni la rivalità politica tra il presidente degli Stati Uniti Andrew Jackson e il suo ex vice John C. Calhoun aveva raggiunto l'apice, col secondo che non esitava a minacciare velatamente di morte il suo superiore. Questo clima teso esacerbò le manie di Lawrence, il quale si convinse che Jackson fosse la causa di tutti i suoi problemi e per questo meritasse la morte.

### Il tentato assassinio

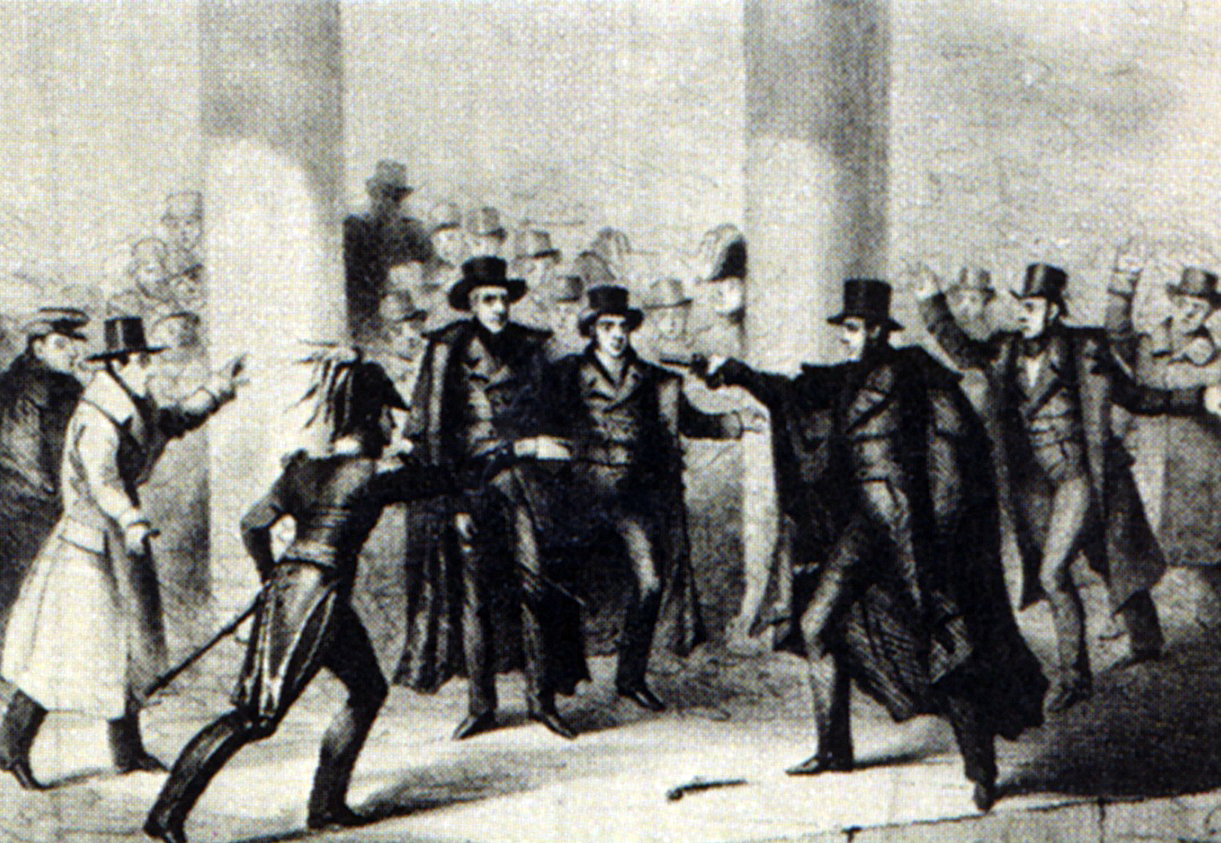
Il tentato assassinio di Jackson in una stampa d'epoca

Concepito il proposito di assassinare il presidente, Lawrence si trasferì a Washington alla fine del 1834 e cominciò a seguire i movimenti di Jackson, non riuscendo tuttavia a coglierlo di sorpresa. L'occasione giusta si presentò infine al funerale di Warren R. Davies, membro della Camera dei Rappresentanti morto improvvisamente il 29 gennaio 1835. Il funerale di Davies venne organizzato per il giorno successivo al Campidoglio di Washington, e il presidente non poté sottrarsi al dovere istituzionale di presenziare.
Lawrence si appostò quindi all'ingresso del Campidoglio in attesa dell'arrivo di Jackson, ma quando il presidente giunse ed entrò nell'edificio la folla raccoltasi tutt'attorno era troppo densa e l'assassino non riuscì ad avvicinarsi abbastanza per sparare. Attese quindi la fine del funerale, e una volta che il presidente fu uscito riuscì ad arrivargli quasi di fronte; a questo punto estrasse una pistola e cercò di sparargli al cuore.
Quel giorno tuttavia era freddo e umido, e la polvere da sparo della pistola si era bagnata durante la lunga attesa, col risultato che l'arma s'inceppò. Jackson si accorse subito dell'assassino e, benché ormai indebolito dall'età, possedeva ancora i riflessi del militare (era generale dell'esercito statunitense); si avventò quindi sull'aggressore col bastone da passeggio e fece per colpirlo. Lawrence allora estrasse una seconda pistola e provò a fare fuoco, ma anche questa s'inceppò e il presidente cominciò a bastonarlo violentemente. La folla tutt'intorno separò allora Jackson e Lawrence prima che quest'ultimo fosse ucciso dal presidente, che venne condotto al sicuro mentre il suo aggressore fu portato in carcere.
Le pistole di Lawrence furono in seguito testate dallo Smithsonian Institution per verificarne lo stato, e in condizioni asciutte si dimostrarono perfettamente funzionanti. Le probabilità che entrambe si inceppassero erano estremamente basse (1 su 125 000, ovvero lo 0,0008%), e molti ritennero l'evento un segno della provvidenza e della "protezione divina" del presidente Jackson.

### Processo e ultimi anni
Il fallito assassinio di Jackson non fece che esacerbare il clima politico statunitense, tanto che il presidente si disse convinto che Lawrence avesse agito su istigazione di Calhoun, mentre il vicepresidente Martin Van Buren cominciò a portare con sé due pistole cariche per autodifesa. L'ex vicepresidente fu quindi costretto a discolparsi pubblicamente davanti al Senato per evitare ripercussioni. Altro personaggio accusato dell'attentato fu l'ex governatore del Mississippi e avversario di Jackson, George Poindexter, la cui candidatura al Senato del mese successivo fu compromessa da questi sospetti. Altri invece ritennero che l'attentato fosse una finzione architettata dal presidente stesso per risollevare la propria popolarità e mettere in cattiva luce i propri nemici.
La follia di Lawrence venne comunque accertata al processo per l'attentato, dove vestito di abiti stravaganti tentò di difendersi da solo con arringhe senza senso, disconoscendo totalmente l'autorità giudiziaria statunitense. Dichiarato incapace di intendere e di volere e quindi non colpevole di tentato omicidio, fu rinchiuso in vari manicomi fino alla morte, avvenuta nel 1861. Nel 1837, alla fine del mandato presidenziale, Jackson era ancora convinto del coinvolgimento dei suoi nemici nell'attentato e dichiarò: «Mi pento di non aver sparato a Henry Clay o di non aver impiccato John Calhoun».